# Budelière
Budelière ist eine Gemeinde in Frankreich. Sie gehört zur Region Nouvelle-Aquitaine, zum Département Creuse, zum Arrondissement Aubusson und zum Kanton Évaux-les-Bains. Die Bewohner nennen sich Budeliérois.

## Geografie
Der Tardes fließt in Budelière als linker Nebenfluss in den Cher. Sie durchfließen dabei einen Stausee, der auch die Gemeindegrenze bildet. Das Siedlungsgebiet besteht aus den Dörfern Les Bruyères, Chassagne, Chassat, La Chatelane, Le Châtelet, Chaumonteil, Chévechère, Le Clos, Les Coutures, La Denèche, La Gare, Grand Cros, Lonlevade, Madelaine, Maschaumeix, Montbardoux, La Montenelle, Moulin Chaponnet, Petit Cros, Pont et Poirier, Richeboeuf, Rochette, Le Rouchaud, Sac, Saget, Sauzet, Thermont, La Trimouille, Les Trimouilles, Vernon, Vernude und La Villederie. Die Gemeinde grenzt im Nordwesten an Viersat, im Nordosten an Teillet-Argenty, im Osten an Mazirat (Berührungspunkt), im Südosten an Évaux-les-Bains und im Südwesten an Chambon-sur-Voueize.
Der nächste Bahnhof befindet sich in Évaux-les-Bains. Die Eisenbahnlinie Bourges – Miécaze passiert den Ortsteil La Gare.

## Sehenswürdigkeiten
- Viaduc de la Tardes, Monument historique
- Kirche Saint-Gaudens
- Kirche Saint-Martial im Ortsteil Le Châtelet
- Kapelle Saint-Marien
- Kapelle Sainte-Radégonde
- Hängebrücke über den Tardes

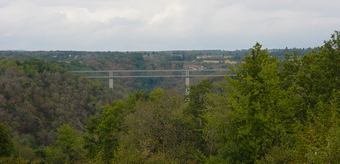
Viadukt über den Tardes
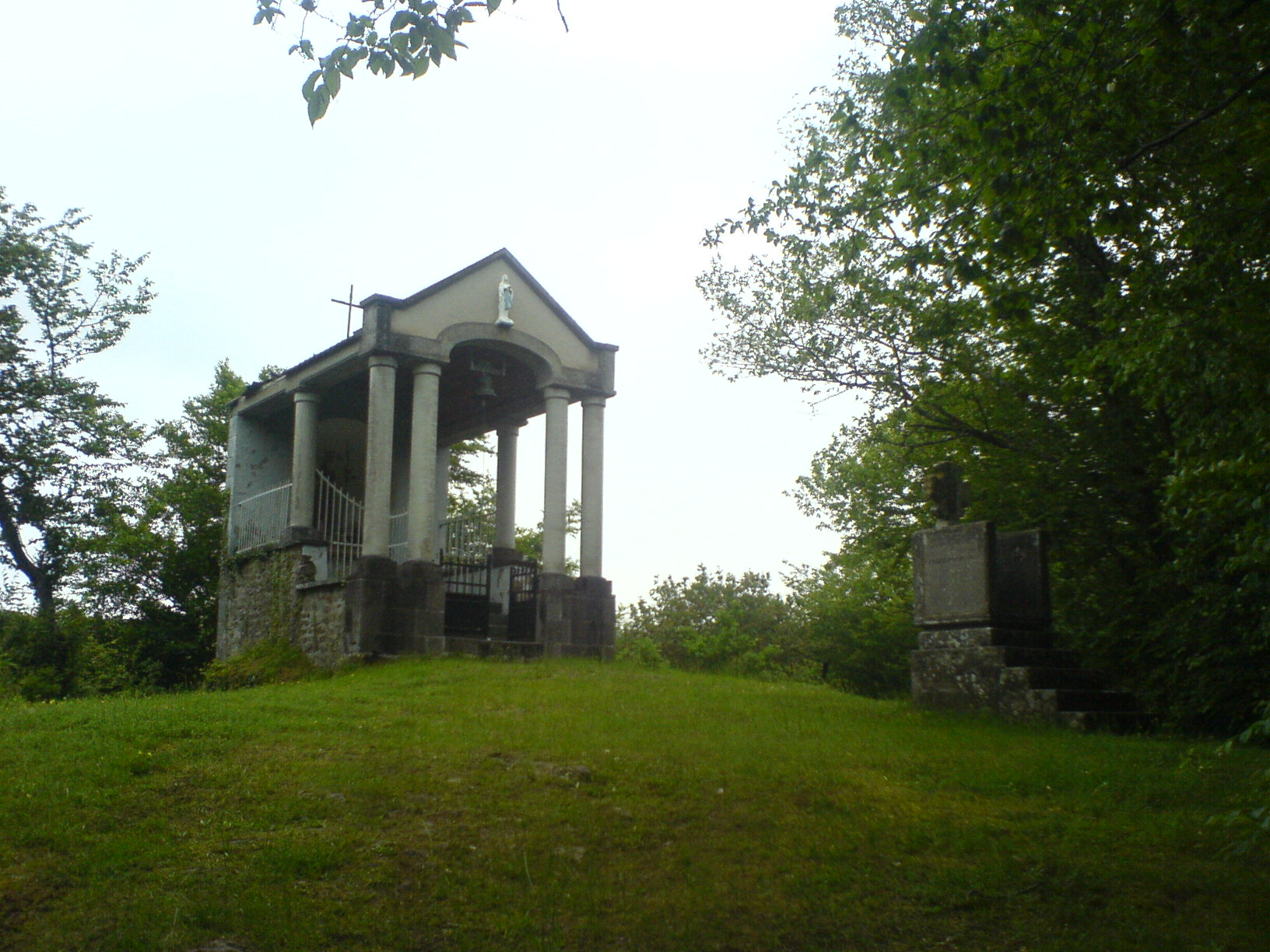
Kapelle Saint-Marien
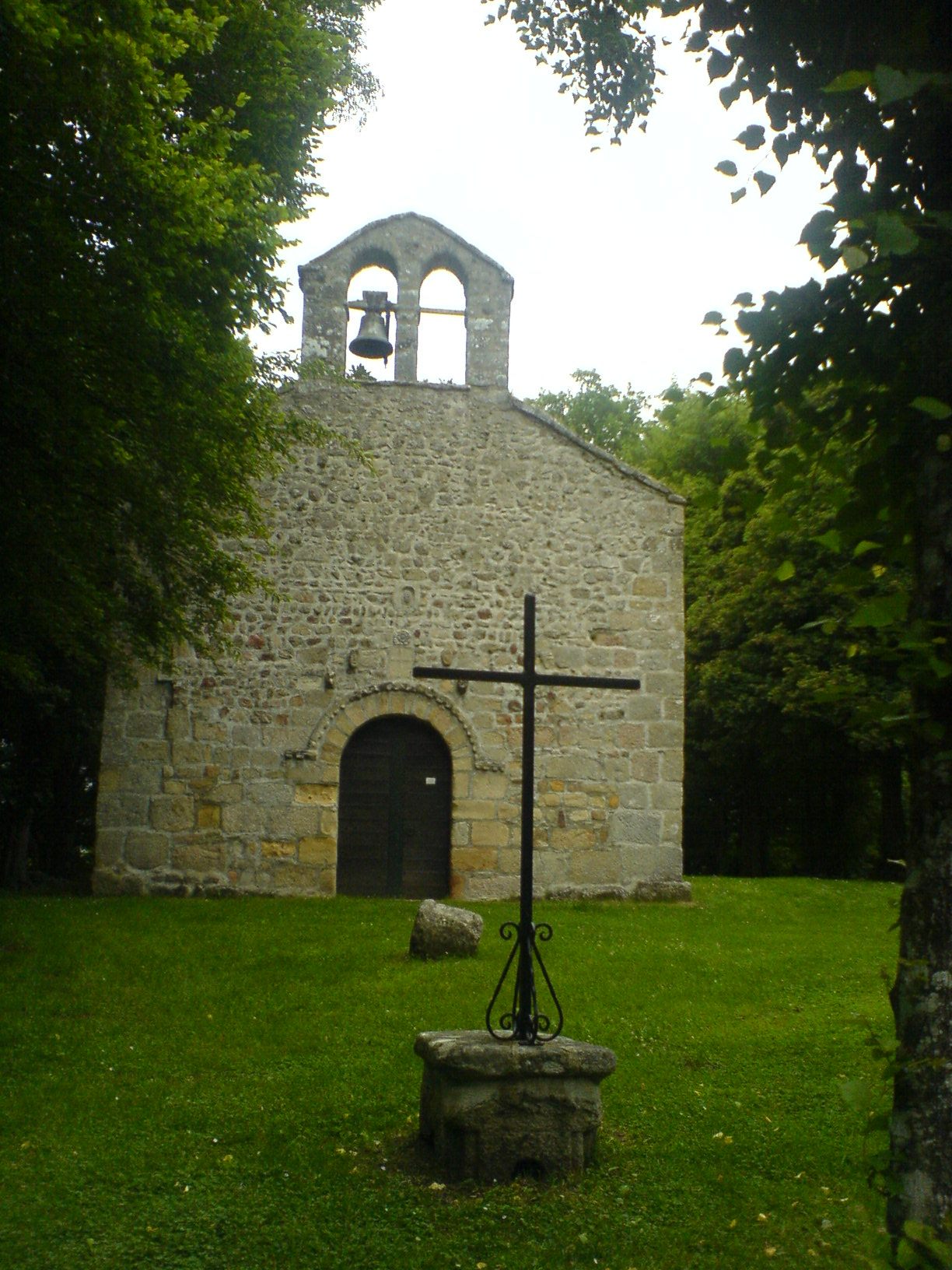
Kapelle Sainte-Radégonde
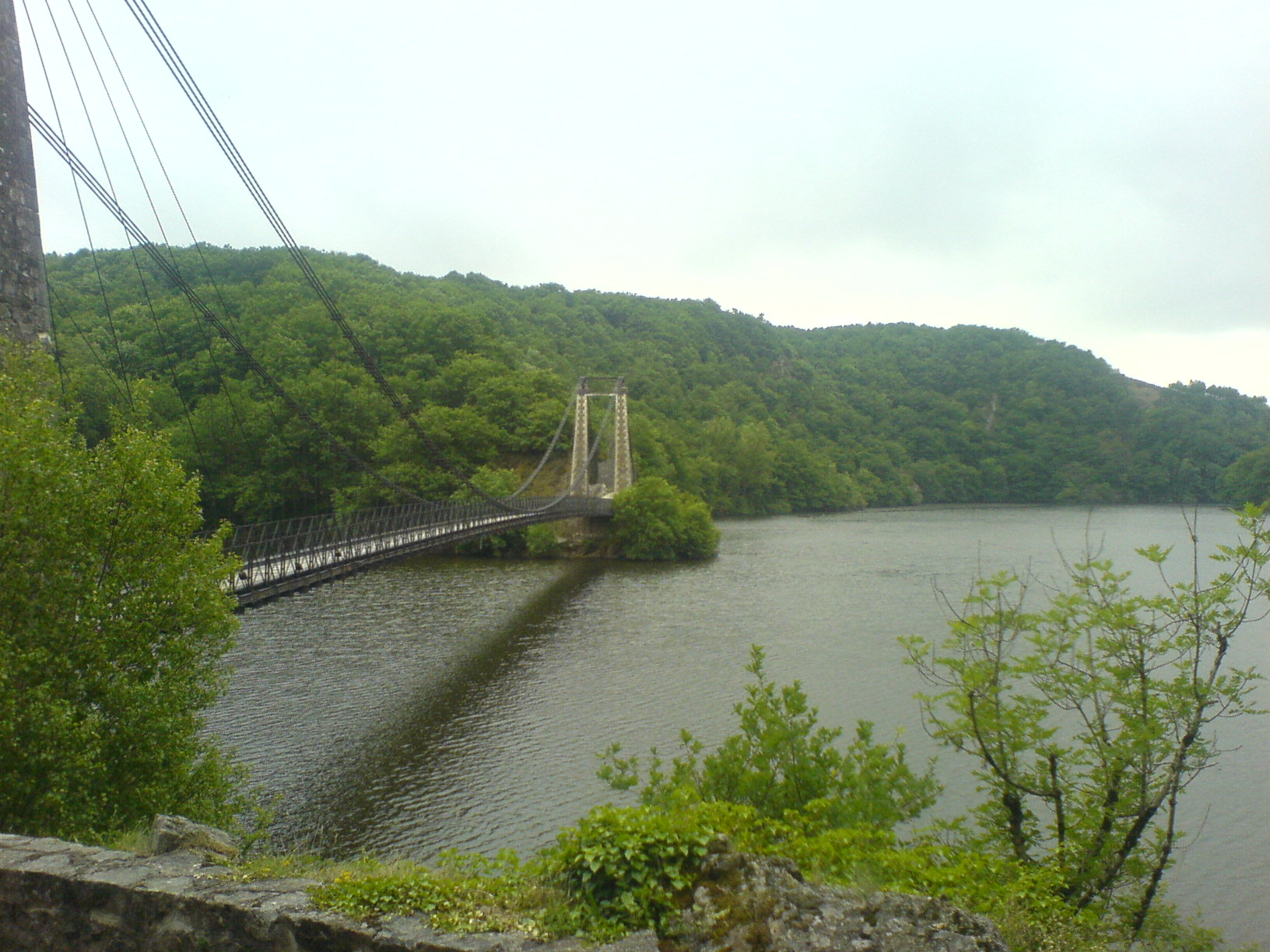
Hängebrücke über den Tardes zwischen Budelière und Évaux-les-Bains

## Bevölkerungsentwicklung
| Jahr      | 1962 | 1968 | 1975 | 1982 | 1990 | 1999 | 2008 | 2013 |
| --------- | ---- | ---- | ---- | ---- | ---- | ---- | ---- | ---- |
| Einwohner | 742  | 689  | 623  | 715  | 756  | 755  | 793  | 755  |